# أدريانا كوتوان
أدريانا أكو أنومجبو كوتوان، (مواليد 1969)، هي ممثلة كوميدية وممثلة من كوت ديفوار.

## سيرة شخصية
أدريانا كوتوان هي أحد أفراد قبيلة تشامان، ولدت في قرية أبوبو تي في بلدية أبوبو بالقرب من أبيدجان العاصمة السابقة لساحل العاج. أرادت أن تصبح ممثلة منذ طفولتها، ورغم أن هذه الفكرة لم تلق ترحيباً حاراً من والديها، إلا أنها بدأت حياتها المهنية في الثمانينيات في فرقة المسرح «صنم أبورني». وفي عام 1986، نالت أدريانا لقب أفضل راقصة في باليه ساحل العاج.
حصلت أدريانا على العديد من الجوائز، مثل أفضل أداء نسائي في مهرجان نامور في بلجيكا عام 1998، وأفضل أداء نسائي في مهرجان إم-نت في جوهانسبرج عام 1999، وأفضل ممثلة أفريقية في مهرجان باباه في نيجيريا عام 2002. وفي عام 2006، حصلت أدريانا على جائزة المعيار الذهبي في المهرجان الأفريقي للسينما والتلفزيون في واغادوغو عن أدائها في سلسلة «عندما تتقاتل الفيلة». وهي معروفة في ساحل العاج بدورها في دور روزالي في مسلسل «لا تغضب». وفي عام 2008، لعبت كوتوان دور البطولة في فيلم «الممرضة أنطوانيت» في فيلم د. بوريس إلى جانب أحمد الصواني.
في 14 أبريل 2019، تم تكريم كوتوان في حفل بمناسبة عامها الثلاثين كممثلة، وحصلت على عدة أوسمة من الحكومة، كما حصلت على رتبة ضابطة في وسام الاستحقاق الثقافي من وزارة الثقافة والفرانكفونية. كما أقامت كوتوان قداسًا على شرفها، وهي كاثوليكية متدينة.